# Alexandru Gherman
Alexandru Gherman (n. 15 august 1869, Sibiu,  Regatul Ungariei  - d. 1935, Cluj-Napoca, județul Cluj (interbelic),România) a fost medic internist și chirurg la Spitalul din Bistrița, participant la Marea Adunare Națională de la Alba Iulia, activist în cadrul Astrei, creatorul Spitalului și Policlinicii C.F.R.  din Cluj.

## Familia
Alexandru Gherman s-a născut în data de 15 august 1869 la Sibiu. S-a căsătorit cu Ana Gherman, activistă în cadrul Astrei și președintă a femeilor române din județul Bistrița. A participat și ea la Marea Adunare Națională de la Alba Iulia în calitate de delegat cu credențional din partea „Reuniunii de binefacere a femeilor greco-catolice și greco-ortodoxe române din Bistrița”. 

## Studii
Alexandru Gherman a urmat cursurile Facultății de Medicină din Budapesta. Aici el s-a bucurat de o pregătire temeinică în tainele acestei profesii, lucrând încă din perioada studenției la diferite spitale din Budapesta. Astfel, de la 1 decembrie 1890 până în septembrie 1895 el a fost practicant la Spitalul „Rokus” din capitala Ungariei. În 1897 a făcut un curs de perfecționare ca medic oficial (de plasă). 

## Viața și activitatea
După absolvirea facultății, în 1894 a fost numit medic secundar la Spitalul comitatens din Bistrița, unde a lucrat la Secția de Interne, fiind  foarte apreciat de locuitorii județului. Între 1 ianuarie și 1 noiembrie 1896 a activat ca medic la Spitalul „Szent Laszlo” din Budapesta. Începând cu 1 noiembrie 1896 a lucrat ca medic militar la Spitalul „Szent Istvan” din aceeași capitală, unde a activat până în data de 7 noiembrie 1897. Se întoarce apoi în Transilvania unde a ocupat postul de medic secundar, funcție pe care a îndeplinit-o până la 1 ianuarie 1914,  devenind apoi  medic de plasă la Bistrița, asta după absolvirea unui curs de perfecționare în acest domeniu, la Budapesta. Alexandru Gherman a fost între noiembrie 1897 și 1918 casier și secretar al primului comitet al „Asociației medicilor din Comitatul Bistrița-Năsăud”. În cadrul Spitalului comitatens din Bistrița el a îndeplinit funcția de medic primar-șef, fiind ajutat de un secundar. Cei doi erau cei ce îl îndrumau pe administratorul spitalului în chestiunile ce țineau de buna organizare a acestuia. 
La începutul Primului Război Mondial a fost mobilizat ca medic primar-chirurg. În 1918 ca urmare a retragerii administrației maghiare, medicul primar județean, a fost retras și el. Postul rămas vacant acum a fost ocupat de Alexandru Gherman, fiind confirmat în această funcție de către Consiliul Dirigent al Transilvaniei. Nu a ocupat acest post pentru mult timp, în  august 1919 fiind înlocuit de Iulian Chitul. Ulterior a fost numit medic-șef la Policlinica C.F.R. din Cluj, îndeplinind această funcție până în 1934. 
La Marea Adunare Națională de la Alba Iulia a participat împreună cu soția sa, parcurgând drumul până acolo împreună. El a mers în calitate de delegat, înlocuindu-l pe avocatul Dionisie Loghin ce fusese ales cu credențional, dar care din cauza unei boli se afla în imposibilitate de a participa. Imediat după Unire, familia Gherman s-a mutat la Cluj, unde Alexandru a putut să își îndeplinească funcția de medic-șef al Policlinicii C.F.R.  de aici, până la moartea sa. 
El a fost considerat un medic-artist pentru că s-a implicat activ în fiecare acțiune a Astrei, fiind membru pe viață al  departamentului Astrei bistrițene. A primit această calitate ca urmare a numeroaselor conferințe pe care le ținea în satele din județul Bistrița-Năsăud, conferințe în care împărtășea sătenilor bistrițeni cunoștințele medicale ale Astrei. În acest sens a publicat și o serie de sfaturi medicale în revistele populare în acea perioadă: „Revista Bistriței” și „Revista Ilustrată” a lui Pop Baciu și Ion Pop Reteganul. A participat la toate activitățile culturale din județul Bistrița-Năsăud până la mutarea din 1919. La Cluj, începând cu 1925 a fost ales căpitan în organizația educativ-sanitară și culturală „Șoimii Patriei”. Alexandru Gherman a decedat în 1935. A fost înmormântat la Cimitirul Central din Cluj. . 

## Distincții
Pentru activitatea depusă de-a lungul vieții a fost recompensat cu anumite distincții: Signum laude clasa a II-a a Crucii Roșii și Laude din partea Comandei militare sanitare din Sibiu.